# Yui Nishiwaki
Yui Nishiwaki (西脇唯, Nishiwaki Yui), née le 16 novembre 1968, est une chanteuse japonaise, qui a sorti des disques régulièrement entre 1993 et 2004. Elle est plus connue en Occident pour sa chanson Kimi ga Iru Kara, troisième thème d'ouverture de la série anime Les Enquêtes de Kindaichi en 1997, dont elle chanta aussi le sixième thème de fin, Hateshinaku Aoi Sora wo Mita en 1999. Elle avait également chanté deux thèmes pour la série anime H2 en 1995.

## Liens
- (ja) Site officiel Yui's Place
- (ja) Discographie officielle - Albums
- (ja) Discographie officielle - Singles